# Cartoixa de Santa María de Montalegre

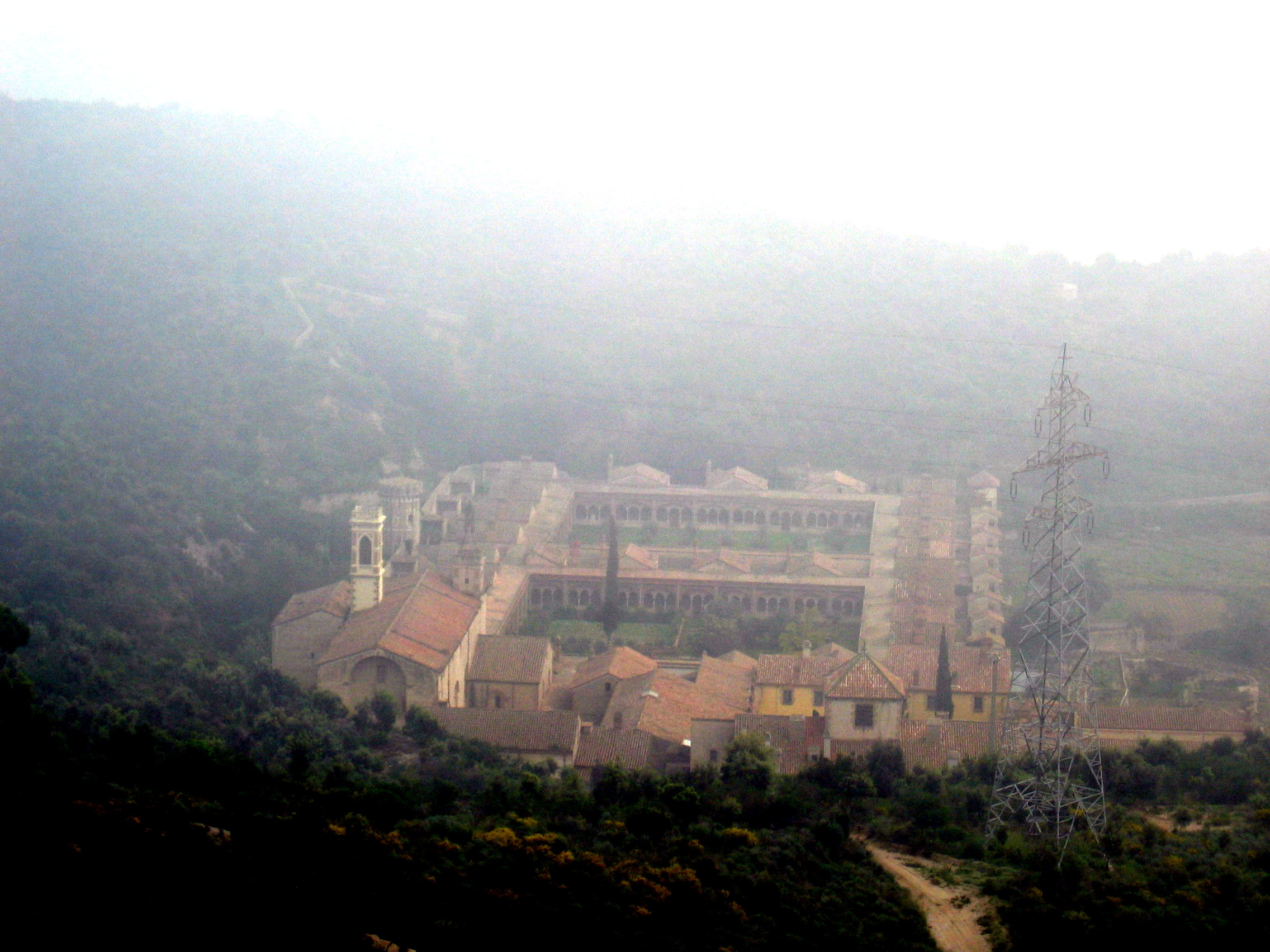
Gesamtansicht der Kartause

Die Cartoixa de Santa María de Montalegre (spanisch: Cartuja de Santa María de Montealegre; Kartause von Montalegre) ist ein Kloster des kontemplativen Kartäuserordens in der Nähe der Stadt Tiana in der Provinz Barcelona, Autonome Gemeinschaft Katalonien, in Spanien. Sie ist die einzige bestehende Kartause in Katalonien. 

## Geschichte

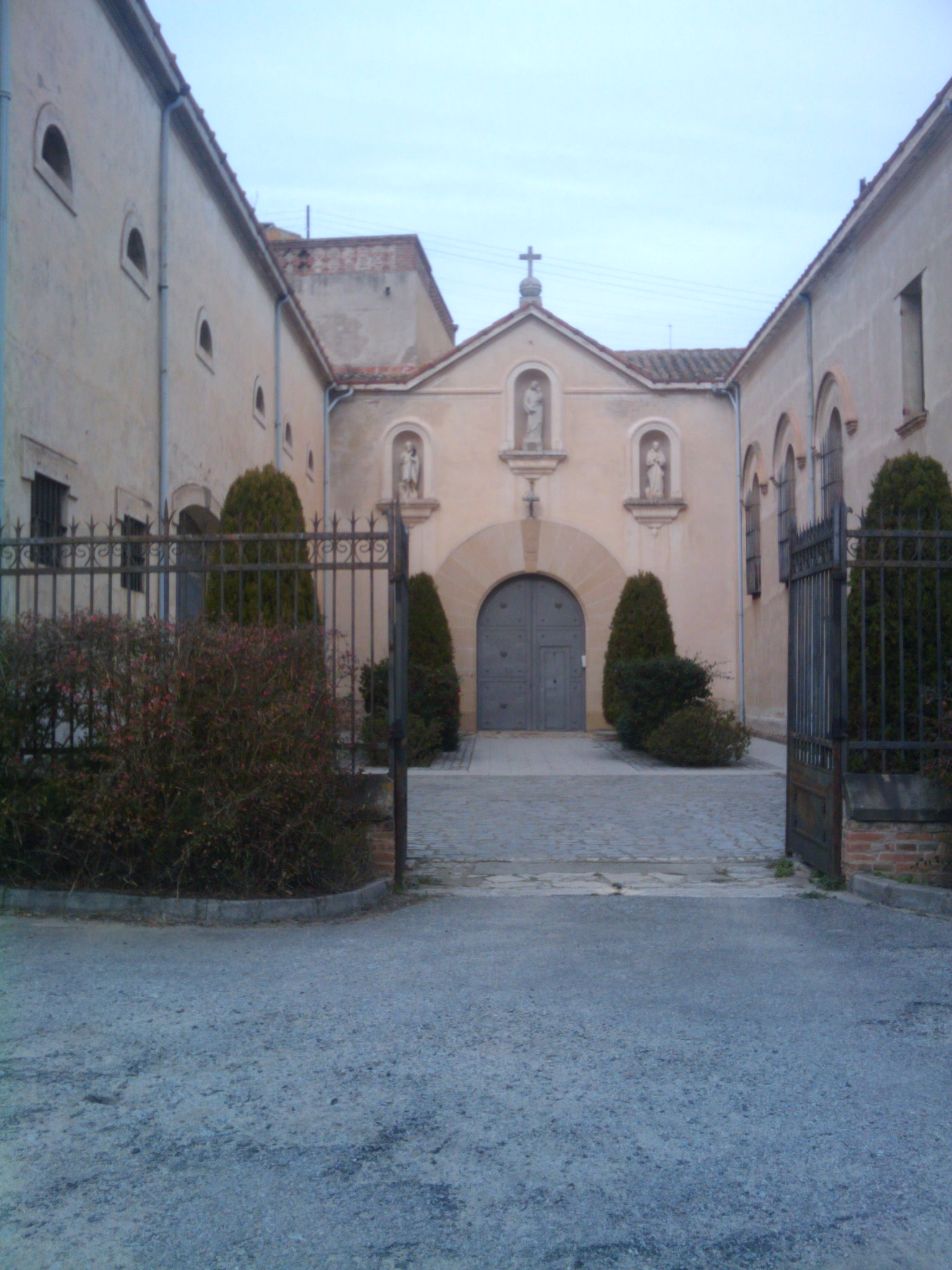
Eingangsbereich

Der Ursprung der Kartause geht auf ein kleines Augustinernonnenkloster aus dem Jahr 1247 zurück, das 1362 nach Barcelona verlegt wurde. Nach mehreren Besitzerwechseln wurde die Anlage 1415 vom Prior der Kartause von Vallparadís erworben. Im selben Jahr begann die Anlage des Kartäuserklosters in der Nähe des alten Konvents. Die Bauarbeiten wurden 1463 abgeschlossen.
Von 1808 bis 1814 und von 1820 bis 1824 musste die Gemeinschaft das Kloster verlassen. Mit der Desamortisation in Spanien verfiel die Kartause im Jahr 1835 der Aufhebung. In der Folge diente die Kartause als Kaserne und Hospital. Bemühungen um das Jahr 1867, die Kartause wieder einzurichten, scheiterten. Erst 1901 kam es zur Bildung einer neuen klösterlichen Gemeinschaft durch Mönche aus Frankreich.
Im Spanischen Bürgerkrieg wurde diese wieder zerstreut; einige Angehörige wurden getötet. Im Kloster wurde wieder ein Hospital eingerichtet. Nach dem Sieg der franquistischen Bewegung kehrte der Konvent zurück. 1940 wurde im alten Gebäude der Conreria ein Proseminar eingerichtet, das 1998 aus wirtschaftlichen Gründen geschlossen wurde.

## Bauten und Anlage

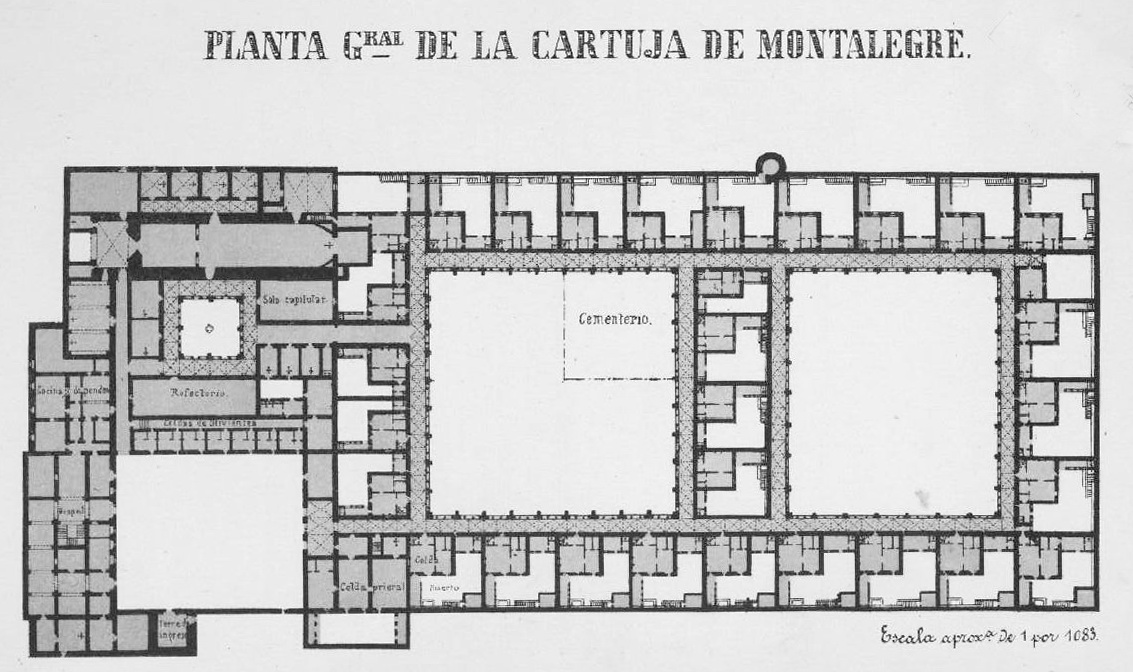
Plan der Anlage

Das Kloster gruppiert sich seit 1636 mit 30 Zellen um zwei Kreuzgänge. Die gotische Kirche wurde zwischen 1415 und 1463 errichtet. Von den zwei Chören ist einer für die Patres und einer für die Laienbrüder bestimmt. Ein Bereich für Außenstehende ist nicht vorhanden.